# USS LST-594
O USS LST-594 foi um navio de guerra norte-americano da classe LST que operou durante a Segunda Guerra Mundial.